# Família Genovese
A Família Genovese  é uma organização criminosa ítalo-americana que atua na cidade de Nova Iorque. É conhecida como "Ivy League" ou "Rolls-Royce" do crime organizado, pelo fato de ser a mais poderosa e influente das Cinco Famílias da Cosa Nostra Americana. Recebeu seu atual nome a partir de Vito Genovese que comandou a família entre 1957 e 1969. Foi fundada no fim dos anos de 1890 por Giuseppe Morello como 107th Street Mob, posteriormente chamada de Família Morello.

## Nomes da família
O nome da família foi modificado 3 vezes, decorrente aos seus 3 maiores e mais influentes chefes Giuseppe Morello (fundador), Charles "Lucky" Luciano e Vito Genovese. Nomes da família:
- De 1890 até 1931 - Família Morello (por Giuseppe Morello)
- De 1931 até 1936 - Família Luciano (por Charles Luciano)
- De 1936 até 1957 - Família Luciano/Genovese (por Charles Luciano e Vito Genovese)
- De 1957 até hoje - Família Genovese (por Vito Genovese)

## Chefes (Don's)
Na Cosa Nostra, os chefes de família são denominados Capos, posto coloquialmente conhecido como Don. Ao todo foram 14 Don's que chefiaram esta organização, são eles
- Don Giuseppe "Mão-de-gancho" Morello (1890-1909) - Preso.
- Don Nicholas "Nick Morello" Terranova (1910-1916) - Assassinado em 7 de setembro de 1916.
- Don Vicenzo "Vicent" Terranova (1916-1920) - Foi rebeixado a subchefe após a volta de Giuseppe Morello em 1920.
- Don Giuseppe "Mão-de-gancho" Morello (1920-1922) - Foi rebaixado por autoridade a subchefe de Masseria.
- Don Giuseppe "Joe The Boss" Masseria (1922-1931) - Assassinado em 15 de abril de 1931 por Luciano.
- Don Charles "Lucky" Luciano (1931-1946) - Preso em 1936, deportado para a Itália em 1946.
  - Don (Interino) Vito Genovese (1936-1937) - Fugiu para a Itália em 1937 para evitar acusação por assassinato.
  - Don (Interino) Frank "Primeiro-Ministro" Costello (1937-1946) - Efetivado a chefe oficial após a deportação de Luciano em 1946, decidiu deixar o nome da família como estava (Luciano).
- Don Frank "Primeiro-Ministro" Costello (1946-1957) - Renunciou em 1957 após tentativa de assassinato de Vito Genovese.
- Don Vito Genovese (1957-1969) - Preso em 1959, morreu na prisão em 1969.
  - Don (Interino) Anthony "Tony Bender" Strollo (1959-1962) - Desapareceu em 1962.
  - Don (Interino) Thomas "Tommy Ryan" Eboli (1962-1965) - Tornou-se chefe de rua.
  - Don (Interino) Philip "Benny Squint" Lombardo (1965-1969) - Efetivado a chefe oficial após a morte de Vito Genovese na cadeia.
- Don Philip "Benny Squint" Lombardo (1969-1981) - Se aposentou em 1981, morreu de causas naturais em 1987.
- Don Vicent "Chin" Gigante (1981-2005) - Preso em 1997, morreu na prisão em 2005.
  - Don (Interino) Liborio "Barney" Bellomo (1990-1992) - Tornou-se chefe de rua.
  - Don (Interino) Dominick "Don Silencioso" Cirillo (1997-1998) - Sofreu um ataque cardíaco, porém não morreu, afastou-se.
  - Don (Interino) Matthew "Matty, o Cavalo" Ianniello (1998-2005) - Renunciou em 2005, morreu em 2012.
  - Don (Interino) Daniel "Danny, o Leão" Leo (2005-hoje) - Foi preso em 2008, solto em 2013.

## Hierarquia Atual
Atualmente, o FBI acredita que a Família Genovese tenha pelo menos 270 homens-feitos (membros) em todo o país. A hierarquia atualmente é esta:
- Don (interino) - Daniel "Danny, o Leão" Leo (72 anos)
- Subchefe - Venero "Grandes Ovos" Mangano (92 anos)
- Consigliere - Dominick "Don Silencioso" Cirillo (84 anos)